# Brassica napus

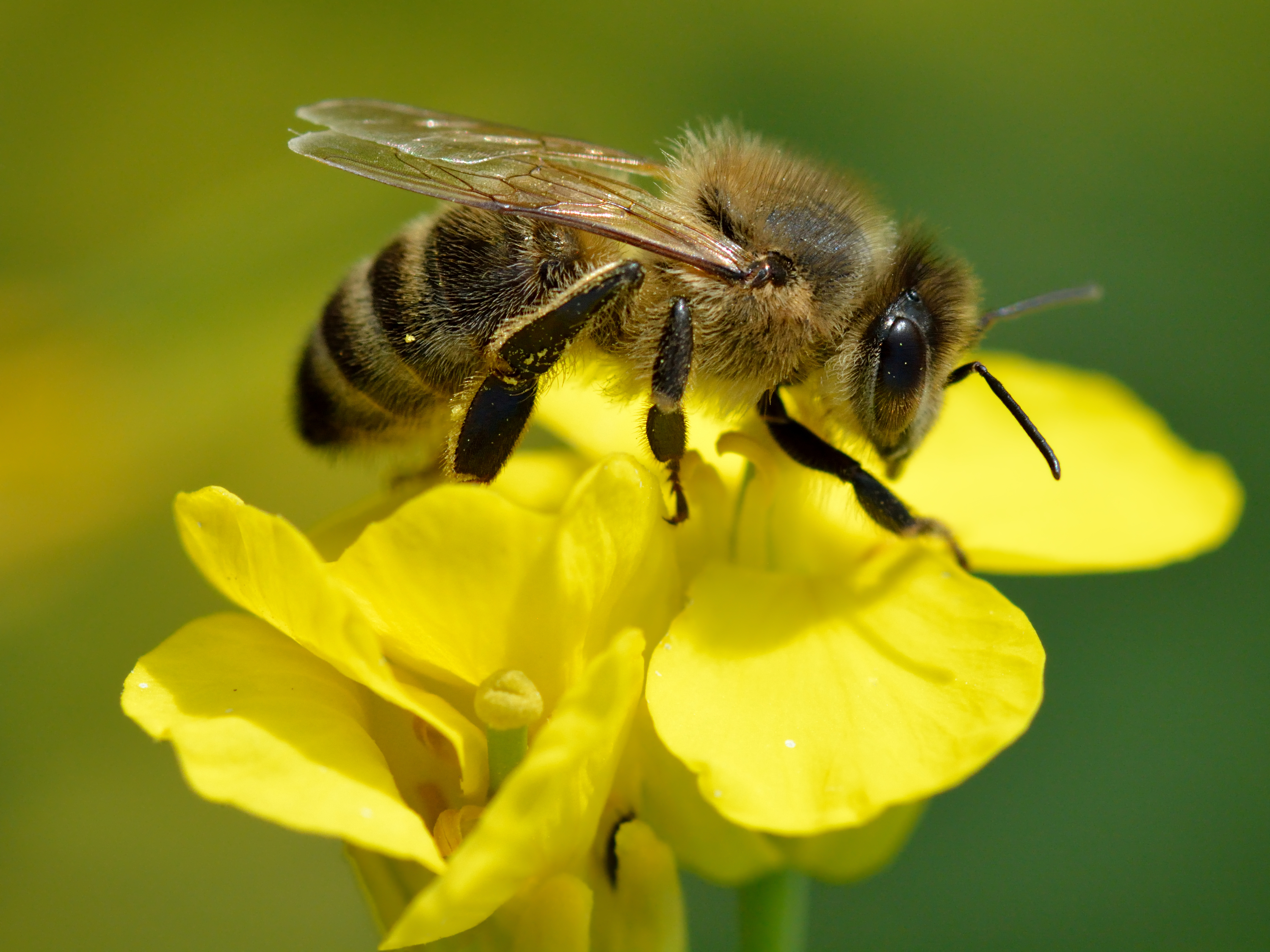

Brassica napus, conocida como raps y como canola (y también como colza para la variedad oleracea) es una especie de planta cultivada de la familia de las brasicáceas.

## Descripción
Planta anual o bienal, glabra o subglabra. Raíz axonomorfa, muy a menudo fusiforme o tuberosa. Tallo de hasta 150 cm, ramificado sobre todo en la parte superior. Hojas de hasta 40 cm, glaucas, glabras o muy a menudo ciliadas en los nervios o márgenes; las inferiores, pecioladas, liradas, con 2-5 pares de segmentos laterales enteros y uno terminal mucho mayor, irregularmente dentado; las superiores, sésiles o subamplexicaules, oblongo-lanceoladas, enteras. Racimos de 20-60 flores; estas, en el momento de abrirse, no sobrepasan a los botones aún cerrados del ápice del racimo. Pedicelos de 12-18 mm en la antesis, poco mayores en la fructificación. Sépalos 5-10 mm, erecto-patentes, glabros. Pétalos 8-18 mm, amarillos. Nectarios medianos ovoides. Frutos de 60-100 por 2,5-4 mm, sésiles, suberectos, con 12-18(29) semillas por lóculo, atenuados en rostro de 10-16 mm, cónico, con 0-1 semillas. Semillas 1,2-1,8 mm de diámetro, esféricas, de un pardo obscuro.

## Usos
Se cultiva por todo el mundo para producir forraje, aceite vegetal para consumo humano y biodiésel. Los principales productores son la Unión Europea, Canadá, Estados Unidos, Australia, China y la India. En la India ocupa un 13 % del suelo cultivable. Según el Departamento de Agricultura de los Estados Unidos, la colza era la tercera fuente de aceite vegetal en 2000, tras la soja, y la palma, además de la segunda fuente mundial de proteína para piensos, 

### Uso culinario
El aceite de colza, en estado natural, contiene ácido erúcico C22:1 y glucosinolatos que son medianamente tóxicos en dosis altas. Oficialmente se considera que la causa de las intoxicaciones ocurridas en España fue la ingesta de aceite de colza desnaturalizado con anilina, importado para uso industrial. Además, ha sido posible demostrar que existe una predisposición genética a la intoxicación con aceite de colza desnaturalizado.
En Chile, el aceite de colza se usó indiscriminadamente y cuando se descubrió, en los años 80, el papel que desempeñaba en el crecimiento infantil, se empezaron a cultivar híbridos con menor contenido de ácido erúcico hasta llegar desde un 54 % a un 3 % de C22:1.

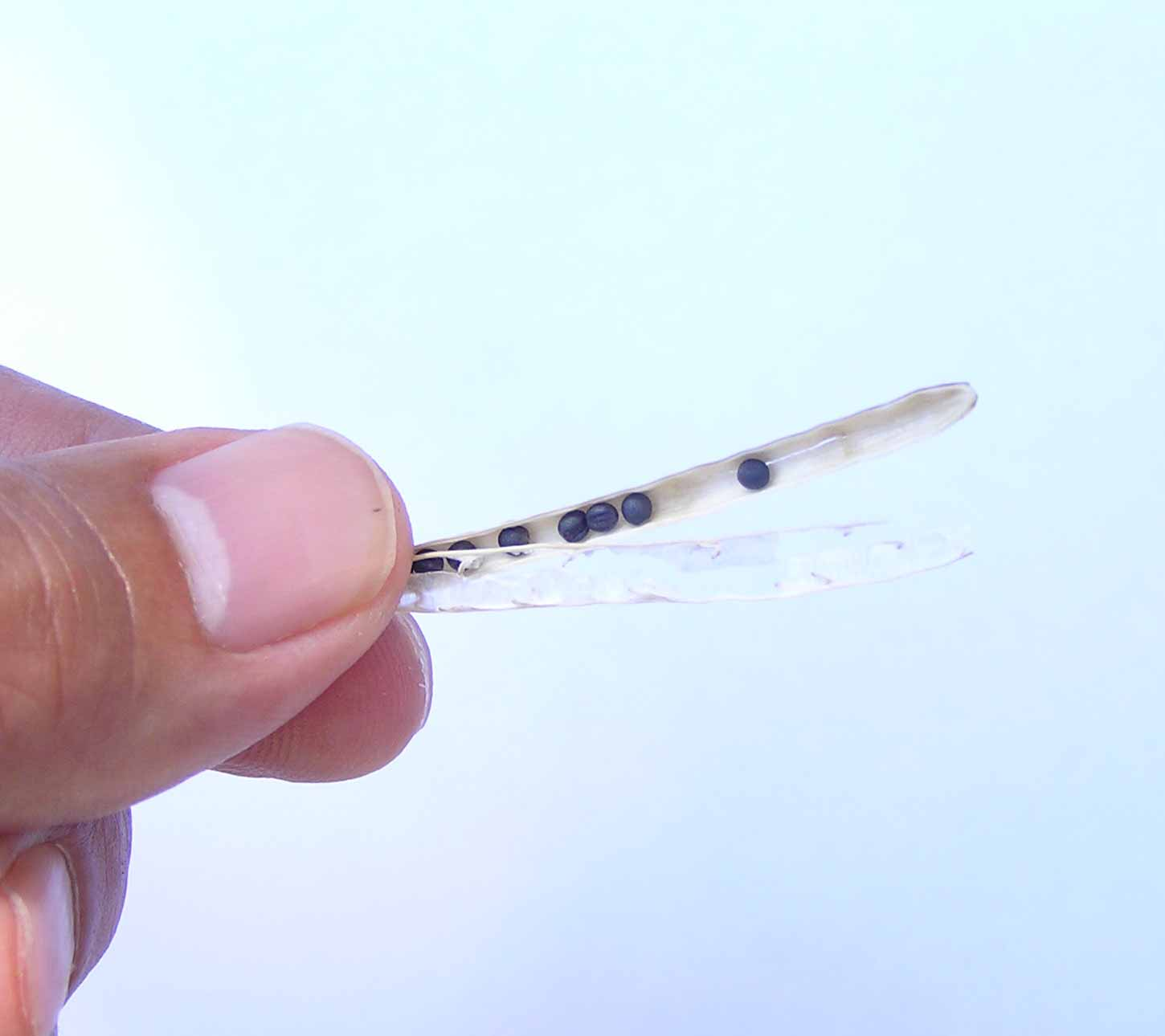
Silicua de colza con semillas.

La semilla es la parte útil de la silicua. El proceso de obtención de aceite deja como residuo un pienso animal, medianamente rico en proteínas, que compite con la soja. Este pienso se utiliza principalmente para el ganado bovino, aunque también para alimentar cerdos y pollos.

## Propiedades
Indicaciones: es antiescorbútico, resolvente. El aceite es laxante. Usado en casos de artritis.
El primer esteroide con actividad hormonal aislado de una fuente natural fue el brassinólido, en 1979 a partir del nabo silvestre Brassica napus.

## Producción mundial
| Principales productores de colza (2018) (toneladas) | Principales productores de colza (2018) (toneladas) |
| --------------------------------------------------- | --------------------------------------------------- |
| Canadá                                              | 20.342.600                                          |
| China                                               | 13.281.200                                          |
| India                                               | 8.430.000                                           |
| Francia                                             | 4.945.589                                           |
| Australia                                           | 3.893.071                                           |
| Alemania                                            | 3.670.600                                           |
| Polonia                                             | 2.203.869                                           |
| Ucrania                                             | 2.750.600                                           |
| Reino Unido                                         | 2.012.000                                           |
| Rusia                                               | 1.988.697                                           |

## Nombre común y sinonimia
Nombre común

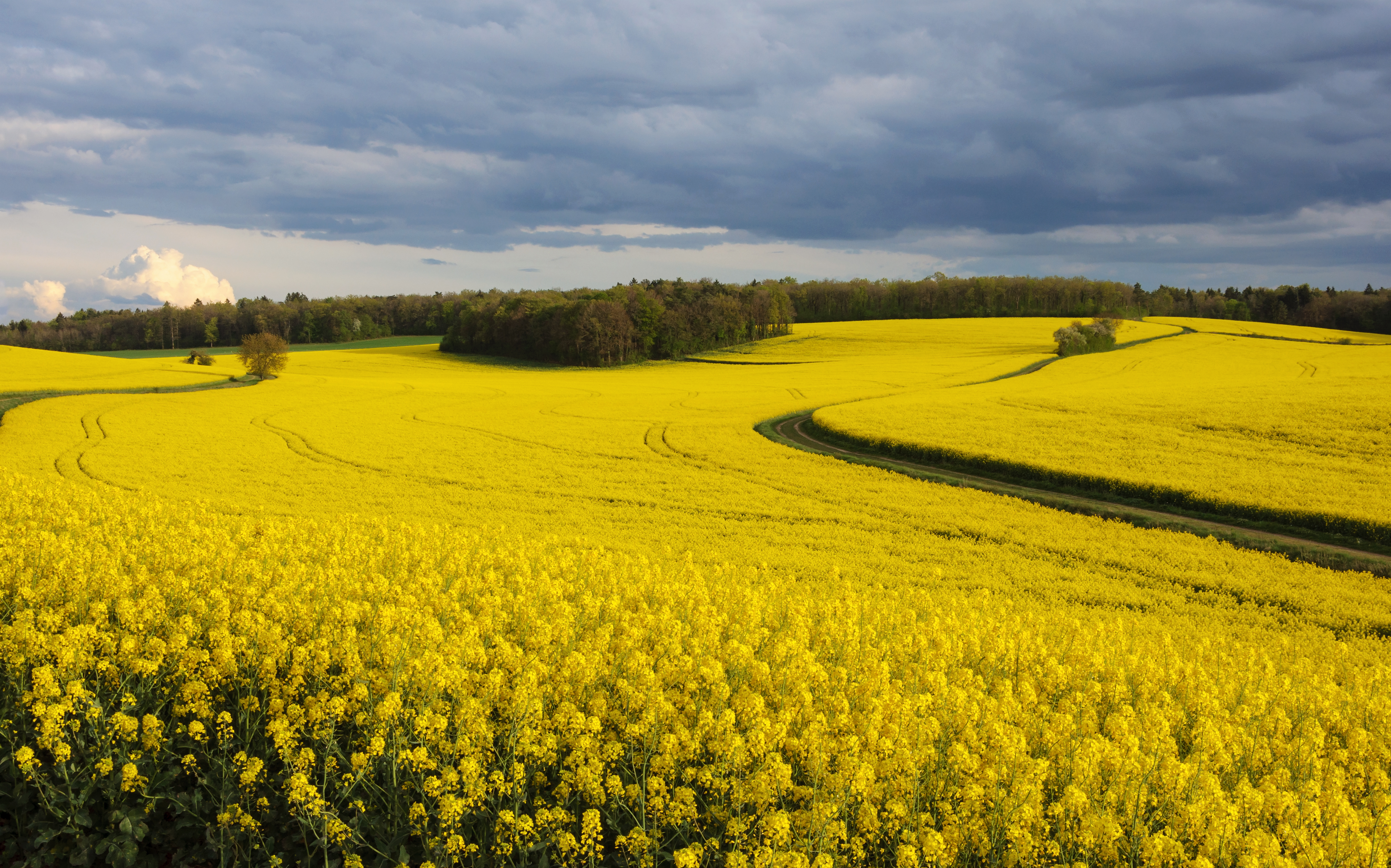
Campos de colza en Francia.

Ajenabe, ajenabo, amargo, colinabo (2), colza (4), jaramago, jenabe, jenable, jenape, jábena, mostaza negra, naba, nabestro, nabieyo, nabilla, nabillo, nabina, nabiza (3), nabizo, nabo (34), nabo agreste, nabo blanco de Granada, nabo común (2), nabo de Castilla, nabo de Fuencarral, nabo de comer, nabo forrajero (4), nabo gallego, nabo largo, nabo luengo y delgado, nabo prolongado, nabo silvestre, nabos blancos, nabresto, nabu, napo, rabanillo, rutabaga, ñabiza (2), ñabo (2), ñabu. Las cifras entre paréntesis indican la frecuencia del uso del vocablo en España.

Sinónimos
Están descritos más de 70 taxones específicos e infraespecíficos que son meros sinónimos; consultar aquí la lista completa.